# Portadown
Portadown (en irlandais : Port an Dúnáin, c'est-à-dire « port de la forteresse », en scots : Portadoun ou Portadoon) est une ville du comté d'Armagh, en Irlande du Nord (Royaume-Uni). Elle appartient administrativement au Armagh City, Banbridge and Craigavon Borough Council. Elle est située dans le  nord du comté, à 39 km au sud de Belfast, au bord de la rivière Bann. 
L'histoire de Portadown remonte aux plantations d'Ulster du XVIIe siècle, mais la ville ne connaît un certain développement qu'à partir du XIXe siècle, avec l'arrivée du chemin de fer. La ville prend alors de l'importance, devenant une plate-forme de correspondance ferroviaire pour les lignes de Belfast, Armagh et Londonderry. Aux XIXe siècle et XXe siècle, la ville développe une industrie textile importante, notamment pour le tissage du lin.
La ville a attiré l'attention sur elle, depuis les années 1990, du fait de la marche controversée organisée chaque année le dimanche qui précède le 12 juillet par l'ordre d'Orange, une fraternité protestante, dans le quartier de Dumcree.

## Géographie

### Sites
Portadown est situé dans une région de plaine, près du Lough Neagh.

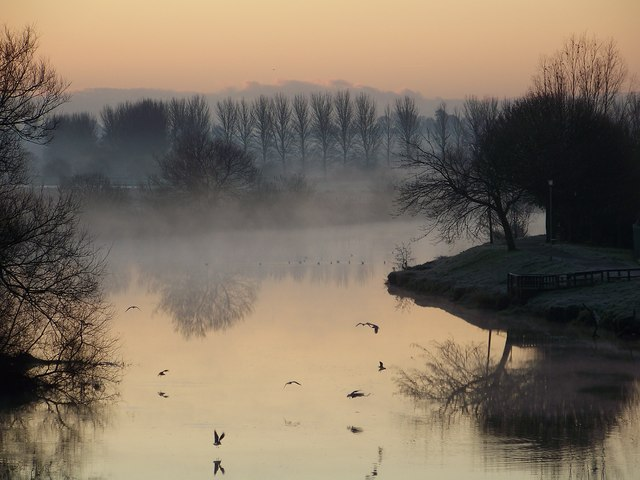
Bann River
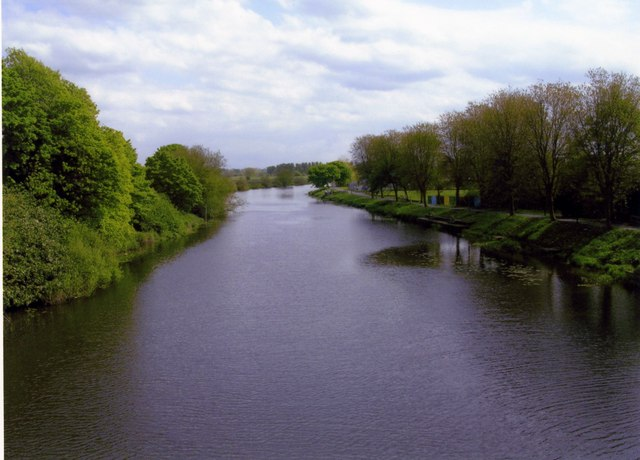
Bann River aussi
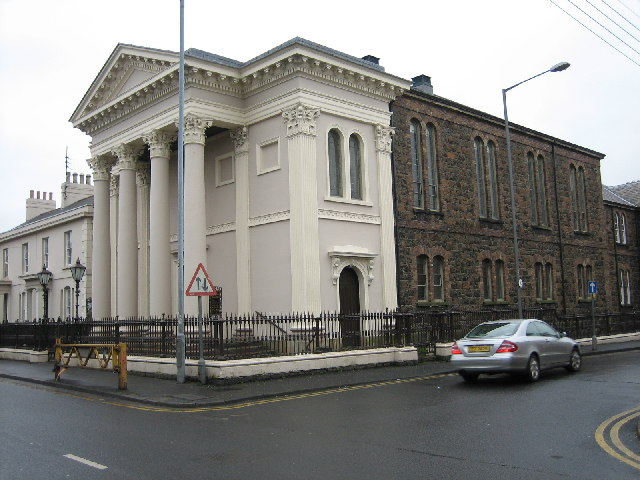
Église méthodiste, Thomas Street
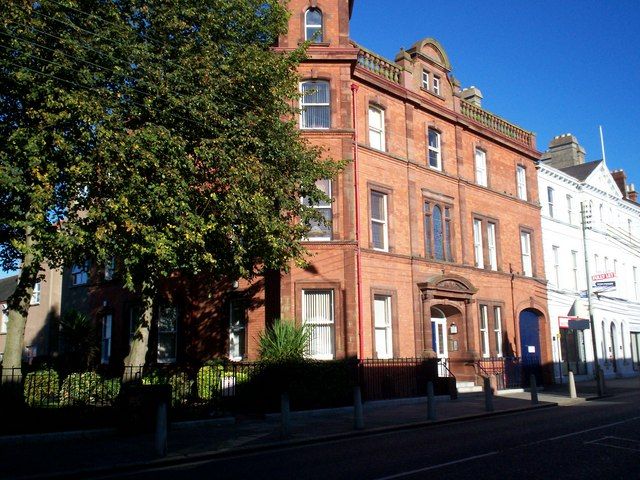
Church Street
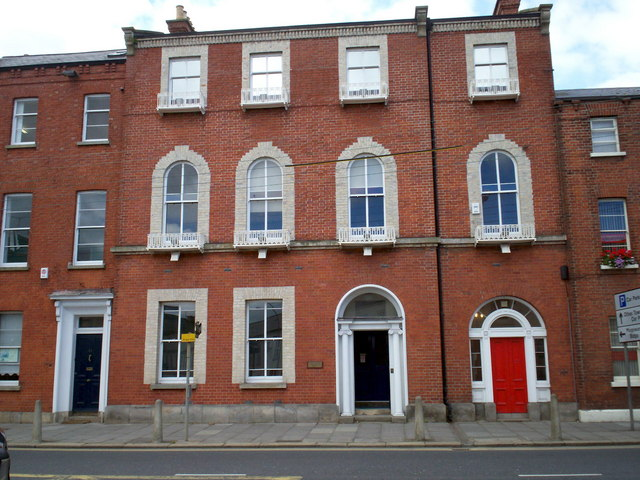
Maisons georgiennes, Church Street
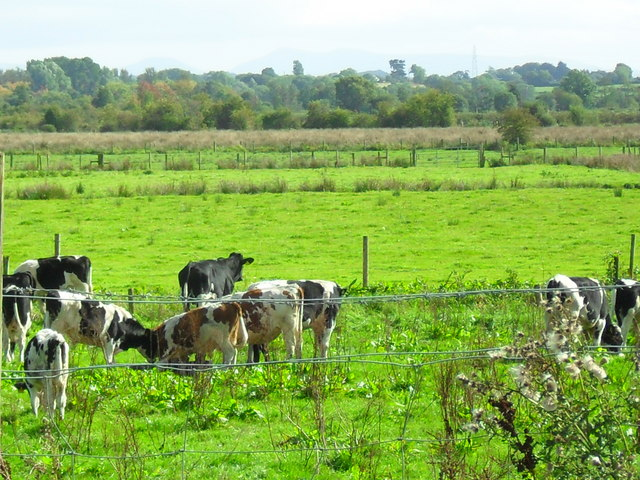
Les alentours
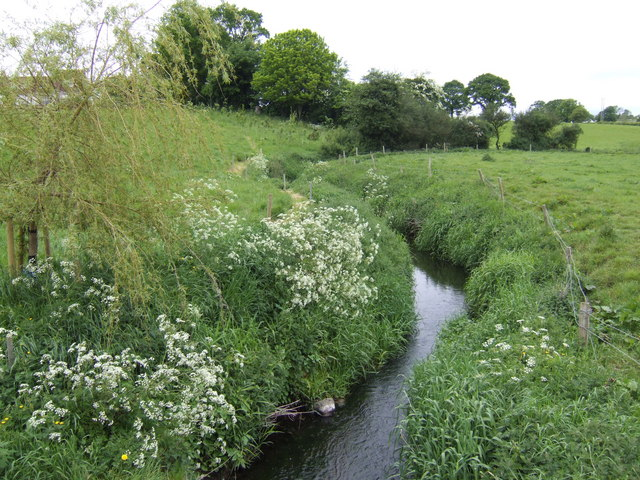
Annagh River (sud de Portadown)

La ville est en grande partie construite sur la rive ouest de la Bann. La construction du canal de Newry, qui joint le Lough Carlingford et le Lough Neagh, en 1740, ainsi que l'extension du réseau ferroviaire au XIXe siècle firent de Portadown un carrefour de voies de communication. Deux zones humides bordent la ville, Selshion et Annagh.

### Climat
Il s'agit d'un climat océanique tempéré, marqué par des températures modérées et de faibles différences de températures entre hiver et été. Les températures estivales peuvent atteindre 20 °C, mais dépassent rarement 30 °C. Le climat reste humide tout au long de l'année, avec des pluies fréquentes. En 2014, la température moyenne annuelle est de 13,3 °C, la température moyenne la plus haute durant le mois le plus froid (janvier) est 7,4 °C, la plus basse étant en février de 1,6 °C. La température moyenne la plus élevée durant l'été est de 19,7 °C en juillet et la température moyenne la plus basse en été est 11,7 °C, également en juillet.

## Histoire

### Époque moderne
Au XVIe siècle, la ville est sous l'autorité du clan O'Neill ; son nom permet d'envisager qu'il s'agissait d'un fort. Lors de la Guerre de Neuf ans, le clan O'Neill et ses alliés sont défaits par les Anglais et commence la période des plantations d'Ulster, sous le règne du roi Jacques Ier Stuart, durant laquelle les terres sont attribuées à des colons anglo-écossais. En 1610, William Powell en devient ainsi le propriétaire, puis le lot est revendu successivement à un ecclésiastique anglican, puis à deux propriétaires distincts, Richard Scope et Michael Obins. Obins construisit une demeure de style élisabéthain, connue comme Obins Castle et disparue depuis, dans un parc situé entre les actuelles Obins Street et Castle Street, ainsi que des maisons pour les cultivateurs, il en reste une portion dans l'actuel People's Park. Obins construisit également le premier pont sur la Bann. 
En 1641, durant la rébellion irlandaise, Obins Castle fut pris par des rebelles irlandais. Ces massacres, durant lesquels une centaine de planteurs anglo-écossais furent jetés du pont sur la Bann ou tués par balles, est connue sous le nom de « massacre de Portadown ». Cet épisode fut l'une des causes des attaques menées par les troupes d'Oliver Cromwell, quelques années plus tard. Les troupes confédérées irlandaises abandonnèrent le château et la famille Obins retrouva son bien en 1652.
- Portadown aux XIXe et XXe siècles

Portadown aux
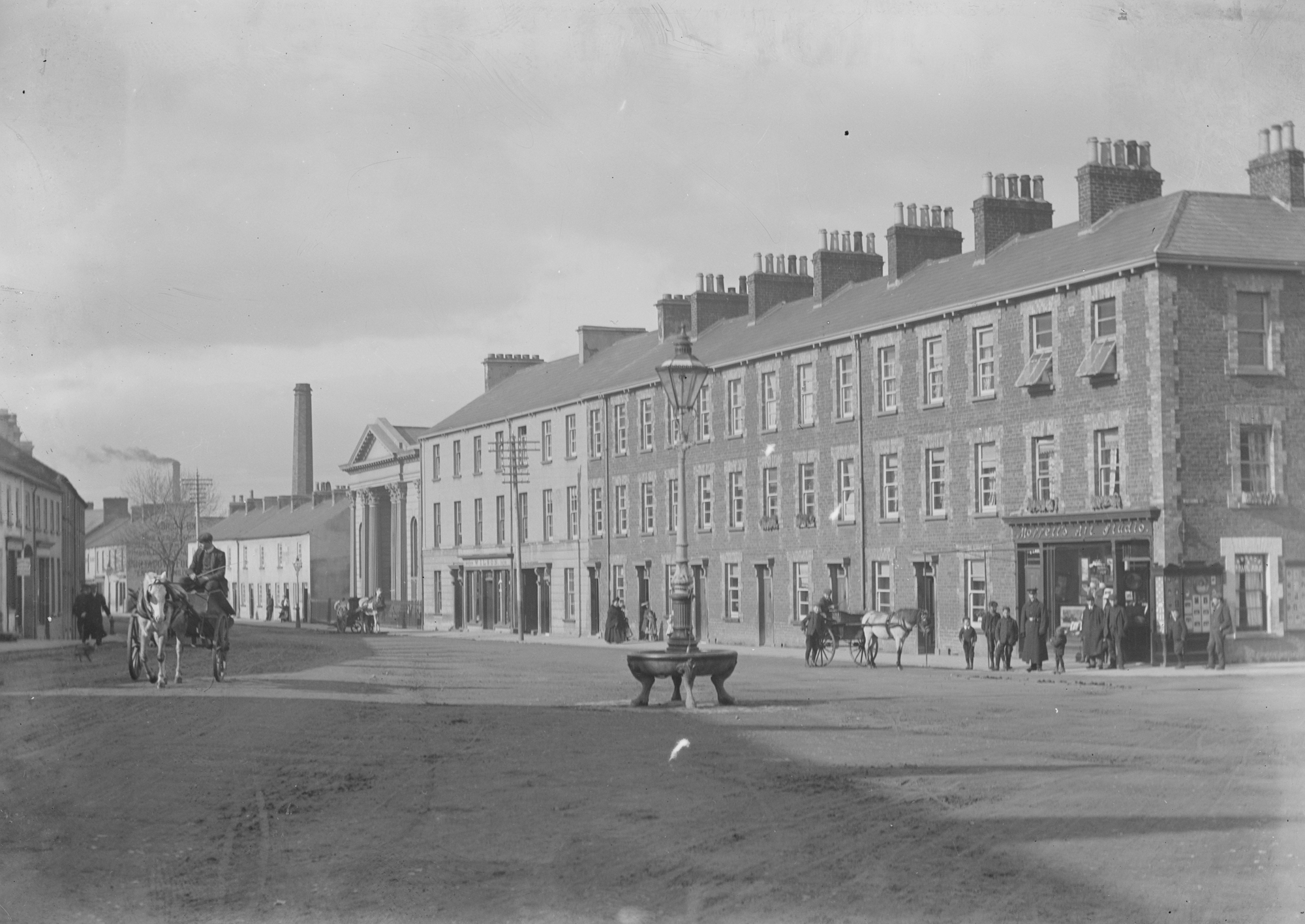
Bridge Street
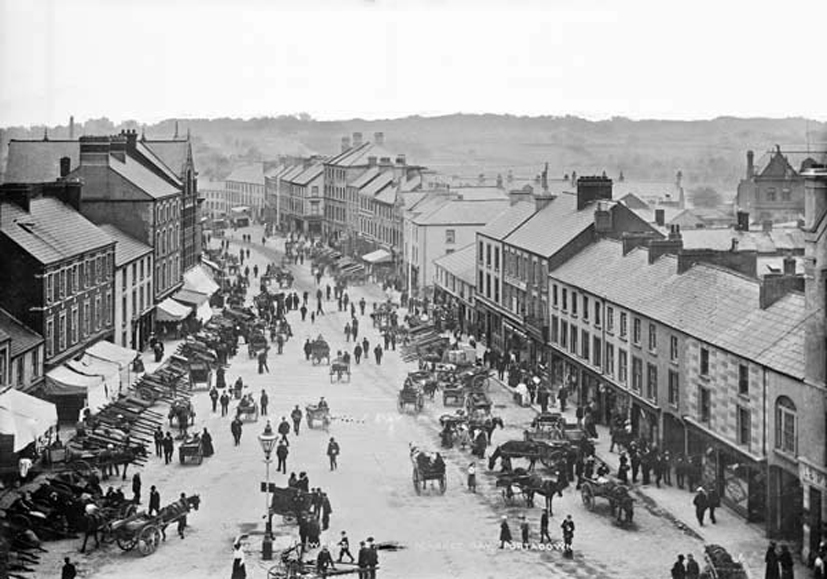
High Street, un jour de marché vers 1900
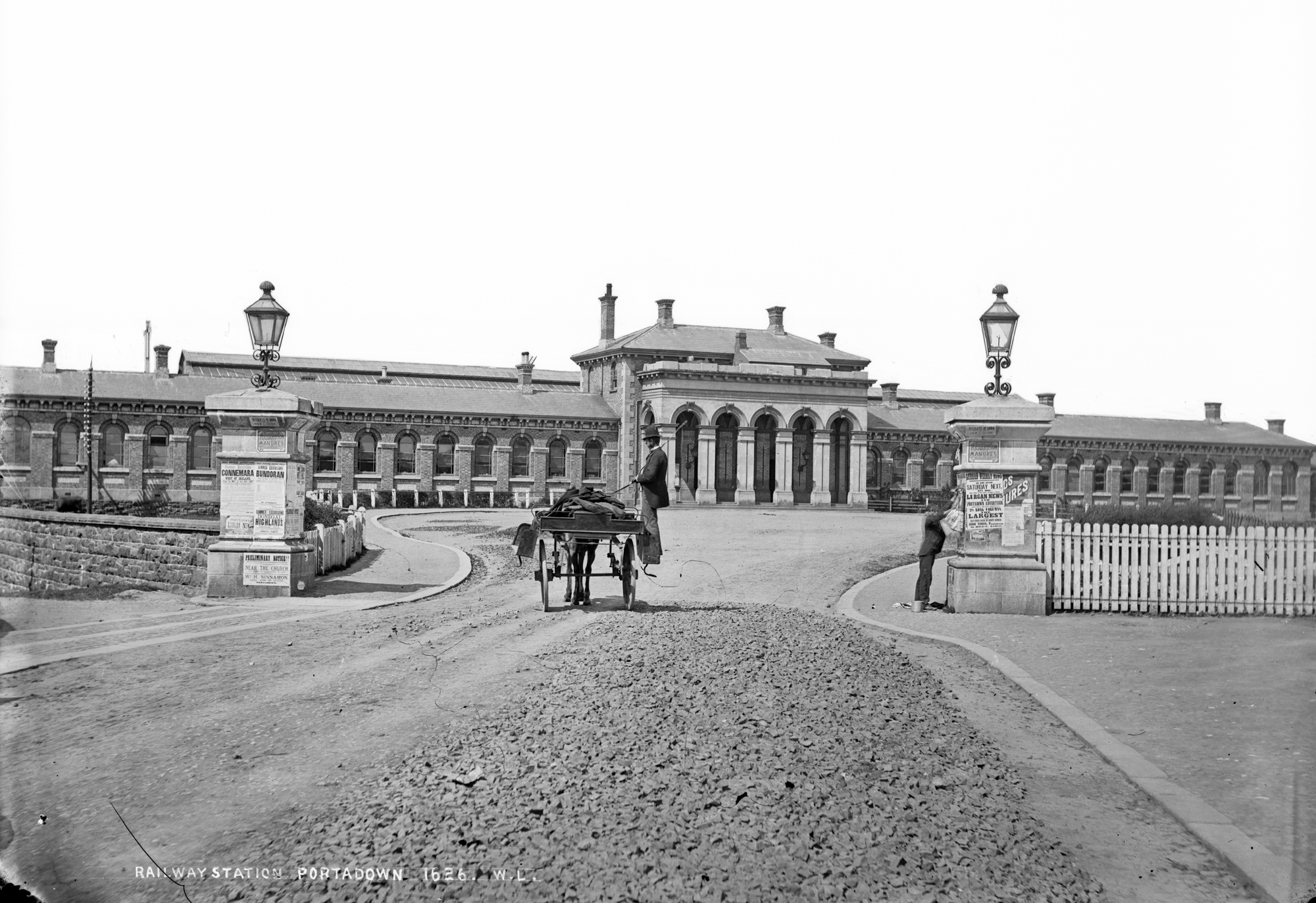
La gare
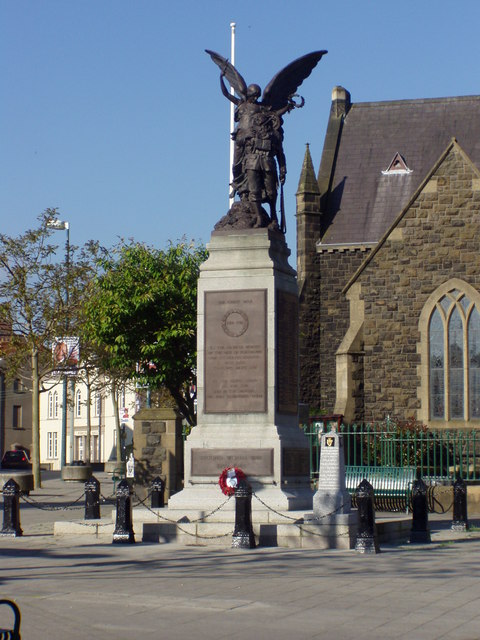
Le monument aux morts

### Développement de la ville
En 1741, la famille Obins contribua au développement industriel de Portadown, en favorisant la percée du canal de Newry et en établissant un marché au lin à Portadown (1762). Le domaine passa ensuite dans les mains de propriétaires successifs. Le nom de l'une des familles est lié à l'Ordre d'Orange, dont le colonel William Blacker (en) est l'un des fondateurs, après la bataille du Diamond. L'implantation de l'Ordre fut importante et la ville, «citadelle orangiste» fut le lieu de nombreux épisodes sectaires intercommunautaires. 

### Les Troubles
Durant la période des Troubles, de nombreux incidents sectaires eurent lieu dans la ville, tuant au total 45 personnes, dont 25 morts du fait des loyalistes protestants et 18 tués par des républicains catholiques. Les forces de l'ordre quant à elles sont responsables du décès d'un civil protestant, tandis qu'une mort est due à l'explosion d'une bombe loyaliste durant sa manipulation. Une des conséquences des Troubles, comme ce fut le cas ailleurs en Irlande du Nord, fut l'instauration d'une ségrégation géographique sectaire : le secteur nord-ouest de la ville devient presque exclusivement catholique nationaliste, tandis que le reste de la cité devenait exclusivement protestant.

### La marche orangiste de Dumcree
Depuis le milieu des années 1980, une controverse concernant l'itinéraire de la marche orangiste de Dumcree le dimanche qui précède le 12 juillet est restée non résolue, attirant l'attention sur la ville. L'itinéraire historique traversait autrefois des champs qui ont depuis été lotis et sont l'habitat de familles exclusivement catholiques, dans le quartier de Garvaghy Road et d'Obins Road. La commission des parades nord-irlandaise créée en 1998 exige des discussions préalables entre l'Ordre d'Orange et les résidents nationalistes. L'Ordre d'Orange local refusant tout compromis à cet égard, la marche est interdite dans ces secteurs, tout en rendant nécessaire la présence renforcée de la police et de l'armée qui bouclent le quartier. Durant les années 1980-1990, ce conflit a gagné d'autres villes de la province irlandaise et a menacé le processus de paix en cours. La situation s'est apaisée après la signature des accords de Belfast, tandis que la marche orangiste est toujours interdite de passage dans le secteur nationaliste d'Obins Street et de Garvaghy Road. Les responsables des communautés religieuses protestantes et catholiques de Portadown ont coopéré dans le cadre de l'Ulster Project (en), projet destiné à promouvoir une coopération entre les jeunes des deux communautés.

## Démographie
En ce qui concerne les recensements, la population de Portadown fait partie d'un ensemble urbain, Craigavon Urban Area, qui comprend également la population de Craigavon, Lurgan et Bleary. Mais il est possible d'utiliser les données en additionnant les éléments qui concernent Annagh, Ballybay, Ballyoran, Brownstown, Corcrain, Edenderry, Killycomain et Tavanagh. En se basant sur les données administratives destinées aux élections, une estimation de l'appartenance religieuse peut être apportée. Ainsi, lors du recensement de 2011, 60,9 % des habitants de Portadown indiquaient qu'ils étaient protestants ou avaient un arrière-plan familial protestant; 31,8 indiquaient qu'ils étaient catholiques ou de tradition catholique, seuls 7,3 % indiquaient qu'ils appartenaient à un environnement religieux autre ou qu'ils étaient sans arrière-plan religieux. Par ailleurs, la ville comprenait 8 % d'immigrants, pour la plupart originaires d'Europe de l'Est, du Portugal, du Timor oriental, ou encore de Chine ou d'Inde.

## Conseil municipal
La ville est dirigée par le Armagh, Banbridge and Craigavon District Council (en). Portadown a 6 représentants élus à ce conseil, 2 appartiennent au DUP, 2 à l'UUP, 1 au Sinn Féin et 1 au UKIP.

## Cultes
Portadown est à l'intersection de deux paroisses administratives, séparées par la rivière Bann : la partie ouest appartient à la paroisse de Dumcree, la partie est appartient à la paroisse de Seagoe.

### Culte protestant

#### Église méthodiste
- église de Thomas Street
- chapelle d'Edenderry
- chapelle d'Epworth

#### Église d'Irlande (anglicane)
- Saint-Mark
- église de Dumcree
- église de St. Gobhan (Seagoe)
- église de St. Columba (Loughgall Road)

#### Église presbytérienne
- First Portadown Presbyterian Church (Edenderry), 1822
- Armagh Road Presbyterian Church, 1859

### Culte catholique
- Saint John the Baptist, 1783 (reconstruite)
- Saint Patrick, William Street, 1835.

### Autres dénominations chrétiennes et non-chrétiennes
Il existe des lieux de cultes baptiste, mormon, quaker, une église presbytérienne indépendante, une église pentecôtiste, l'armée du salut, une église pentecôtiste. En non-chrétien, il y a les témoins de Jeohva.

## Transports

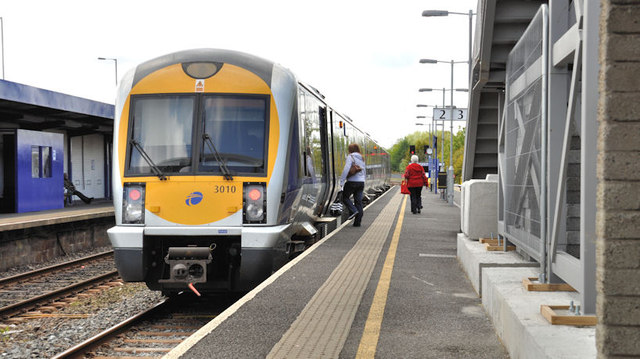
Gare de Portadown

Portadown est à un carrefour de routes, voies ferrées et voies navigables, qui lui vaut parfois le surnom de «Hub du Nord»,. Cette situation a contribué à son développement industriel et fourni des emplois à ses habitants.

### Le canal de Newry
Ouvert en 1742, il a permis une jonction entre le lac intérieur, Lough Neagh et la baie sur la mer d'Irlande, Carlingford Lough. Il s'agit du premier canal à bief de partage creusé en Irlande.

### Les lignes ferroviaires
Lors de la mise en place du réseau ferroviaire, les lignes desservaient au nord-ouest Dungannon, au nord-est, Belfast, au sud-ouest, Armagh, et au sud-est Newry et Dublin. Aujourd'hui, seule la liaison Belfast-Dublin est encore assurée. La gare actuelle est ouverte en 1970, puis réaménagée en 2012. 

### Les routes
Une rocade routière relie Portadown et Craigavon.

## Économie
L'économie était traditionnellement liée à l'industrie textile. Au plus haut de cette activité, 6 000 personnes travaillaient dans huit ou neuf usines ou ateliers de Portadown. ainsi, l'entreprise Greeve (Portadown Weaving Company) a pu employer 400 ouvriers pendant un temps. La baisse de l'activité linière vint dans les années 1950, avec la concurrence d'autres pays, notamment de Cuba.
D'autres manufactures travaillant le lin sont indiquées dans l'édition de 1881 du Slater's Directory, qui répertorie les filatures irlandaises, certaines se sont maintenues jusqu'aux années 1960, notamment Acheson et Robb.
- Acheson J. & J. & Co. Bannview Weaving Factory
- Bessbrook Spinning Co. Limited, Bridge Street & à Bessbrook
- Castle Island Linen Co. Castle Island Factory; & à Belfast
- Cowdy Anthony & Sons, Thomas Street
- Gribbin Edward & Sons, Market Street & à Belfast
- Harden Acheson, Limited, Meadow Lane & à Belfast
- Lutton A. J. & Son, Edenderry & & à Belfast
- Moneypenny & Watson, Cornascrebe
- Montgomery John, Derryvore
- Reid Robert & Son, Tarson Hall
- Robb Hamilton, Edenderry
- Sefton J. R. & Co. Edenderry & à Belfast
- Sinton Thomas, Thomas Street and at Laurelvale and Tanderagee
- Turtle W. J. Bridge Street
- Watson, Armstrong & Co. Edenderry Factory & à Belfast

## Culture
- L'hôtel de ville (Edward St.) est un bâtiment victorien des années 1890, il abrite actuellement une salle de théâtre et salles de conférences.
- Millenium Courts Arts Centre (William St.) accueille des expositions temporaires de peintres locaux
- Ardress House, ancienne ferme du XVIIe siècle restaurée durant l'époque georgienne appartient au National Trust et ouverte au public pour des visites.
- Le Newry Canal Way, le long du canal désaffecté, est devenu un espace cyclable qui permet une promenade depuis le centre-ville vers Bann Bridge, le long des 14 écluses de ce canal historique.
- Moneypenny's Lock permet de visiter un relais du XVIIIe siècle, et le logement du garde-canal.
- McConville est un pub datant de 1865, préservé en l'état après un changement de site en 1900.
- Royal Observer Corps Cold War, ancien site lié à la défense stratégique nucléaire devenu un musée.

## Sport

### Football
- Portadown Football Club (CINF) Quatre fois champion d'Irlande du Nord.
- Annagh United (CINF)
- Bourneview Young Men FC
- Hanover FC
- St. Mary's Youth FC
- Seagoe FC

### Rugby
- Portadown Rugby Club

### Football gaélique
Tir na nOg GAA

### Voile
Potadown Boat club (River Bann)

### Cricket
Portadown Cricket Club

### Cyclisme
Portadown Cycling Club

### Hockey
- Ladies and Men Hockey

## Média
- Portadown Times, journal hebdomadaire local, fondé en 1924